# Belichtungsmessung
Belichtungsmessung ist in der Fotografie die zusammenfassende Bezeichnung für verschiedene Methoden zur Bestimmung der passenden Kombination aus Verschlusszeit und Blende, mit der ein korrekt belichtetes Bild erzeugt werden kann.
Alle fotografischen Aufnahme- und Wiedergabeverfahren, gleichgültig ob Negativfilm, Diafilm, Fotopapier oder auch Digitalkameras, weisen zwei charakteristische Eigenschaften auf: Die Lichtempfindlichkeit des Films beziehungsweise des Bildsensors und den maximal darstellbaren Kontrastumfang. Ziel der Belichtungsmessung ist es, einen optimalen Kompromiss zwischen den Möglichkeiten des verwendeten Materials einerseits, den Beleuchtungsverhältnissen und den Reflexions- bzw. Kontrasteigenschaften des Motivs andererseits, zu finden.
Die Belichtung {\displaystyle H} ist das Integral der Beleuchtungsstärke {\displaystyle E} (in lx) über die Belichtungszeit {\displaystyle t} (in s) ⇒ {\displaystyle H=\int E(t)dt}. Bei zeitinvariantem Dauerlicht gilt folglich {\displaystyle H=E\cdot t}

## Messverfahren
Es gibt unterschiedliche Formen der Belichtungsmessung:
- Objektmessung (auch: Leuchtdichtemessung) mit der Kamera – gemessen wird hier das vom Objekt reflektierte oder ausgestrahlte Licht.  Die Objektmessung ist die am weitesten verbreitete Messmethode, die sich auch in den meisten Kameras findet. Gemessen wird entweder durch das Objektiv mit der TTL Methode (TTL: through the lens), oder über einen am Kameragehäuse befindlichen Belichtungsmesser.

Varianten: Integralmessung, Spotmessung, Mehrfeldmessung bzw. Matrixmessung, Detailmessung, Zwei- und Mehrpunktmessung.
- Objektmessung durch einen im Computerblitz befindlichen Belichtungsmesser.

- Lichtmessung – hier wird das auf das Objekt einfallende Licht gemessen. Sie setzt in der Regel speziell ausgerüstete Handbelichtungsmesser mit Kalotte voraus, ist aber mit geeignetem Zubehör auch mit einigen Kameras möglich. Mit Hilfe einer Graukarte ist auch mit Kameras oder einfacheren Handbelichtungsmessern ohne Messkalotte eine so genannte Ersatzmessung möglich.

### Verfahren in der Kamera

#### TTL
Bei der TTL-Belichtungsmessung (englisch through the Lens, ‚durch die Linse‘, auch Innenmessung) wird diejenige Lichtmenge gemessen, die tatsächlich hinter dem Objektiv eintrifft. Der Sensor (Messzelle) kann innerhalb der Kamera an verschiedenen Stellen im Strahlengang liegen, bei Spiegelreflexkameras z. B. oberhalb der Mattscheibe.
Der Begriff wurde zur Unterscheidung von Kameras mit außen liegender Messzelle eingeführt, deren Genauigkeit wegen der nicht mit dem Bildausschnitt übereinstimmenden Messbasis und aufgrund möglicher Störeinflüsse begrenzt ist. Die erste Kamera überhaupt mit Innenmessung war die Topcon RE Super der Firma Topcon. Diese kam 1963 auf den Markt und überholte bei ihrem Erscheinen die Pentax Spotmatic von Asahi Pentax. Asahi Pentax hatte die TTL-Belichtungsmessung mit der Präsentation der Spotmatic auf der Photokina 1960 zwar angekündigt, benötigte aber vier Jahre bis zu deren Marktreife 1964.

#### Offenblendmessung
Mit Offenblendmessung ausgestattete Spiegelreflexkameras (SLR, single lens reflex) messen die Belichtung bei offener Blende, d. h. der größtmöglichen Öffnung des Objektivs.

#### Arbeitsblendenmessung
Die Arbeitsblendenmessung ist in der Fotografie die Messung des Lichtes bei der Blendenzahl, die auch bei der folgenden Aufnahme verwendet wird.

## Varianten

### Belichtungsautomatik
Klassische automatische Belichtungsmessungen gehen von einfachen Durchschnittswerten aus: Es wird ein Landschaftsmotiv bei klarem, blauen Himmel vorausgesetzt, das weitgehend frontal (bei 35 bis 55° Sonnenstand) beleuchtet wird und 18 % des einfallenden Lichts in Richtung der Kamera reflektiert.
Moderne computergestützte Belichtungsmessmethoden (Mehrfeld- oder Matrixmessung) versuchen dagegen, anhand einer Motivdatenbank bzw. des Motivkontrastes eine gegebene, auch von der Norm abweichende, Lichtsituation zu erkennen – und können damit oft erstaunlich gute Ergebnisse liefern.

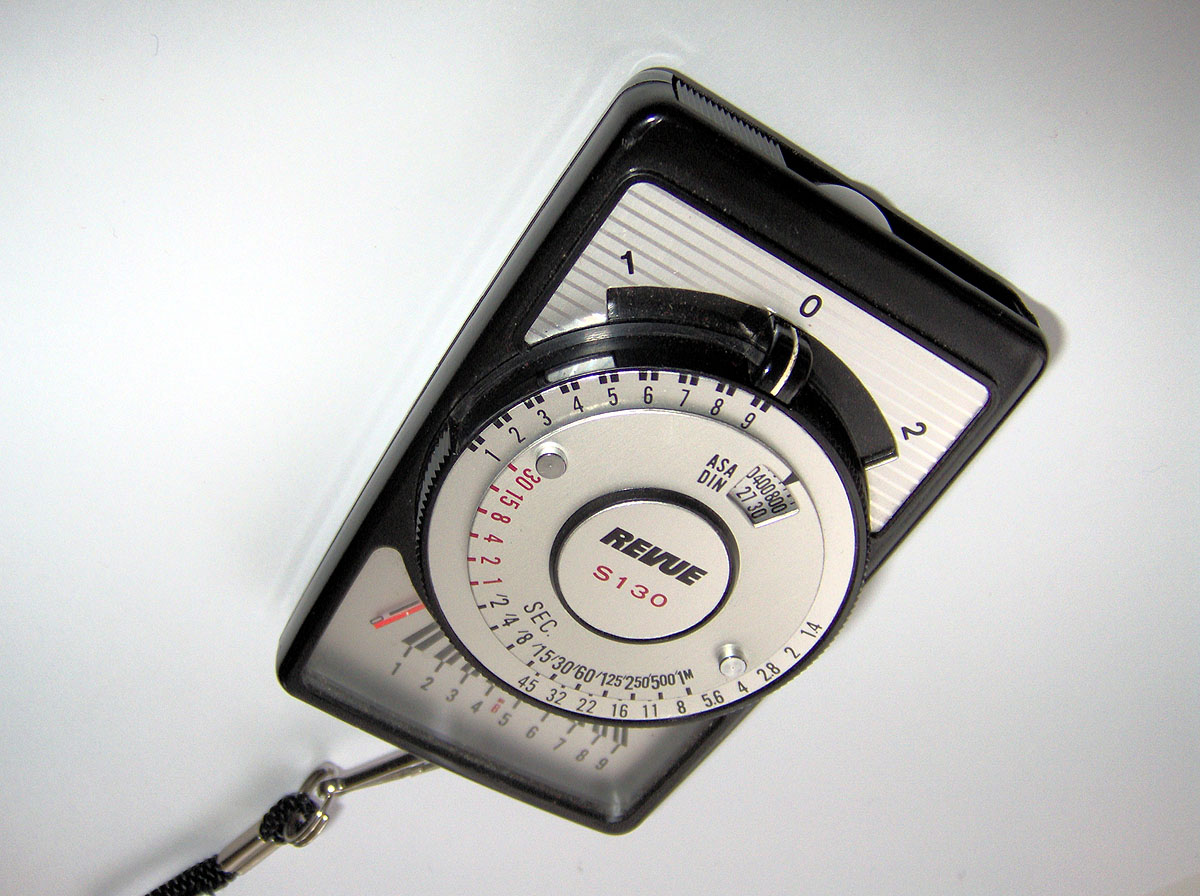
Ein Belichtungsmesser. Vorn die vorschiebbare Diffusor-Kalotte für Lichtmessungen.

### Externer Belichtungsmesser
Zur Lichtmessung wird vom Objekt/Motiv in Richtung Kamera das auf das Objekt fallende Licht gemessen. Dazu muss das Messgerät, der Belichtungsmesser, speziell ausgerüstet sein und über Kalotte oder Diffusor verfügen, die als weiße Halbkugel oder Jalousie über die Messzelle geschoben werden. Von dem auf das Motiv fallenden Licht lässt sich auf die Lichtreflexion in Richtung Kamera schließen. Dieses Messverfahren ist unabhängig vom Motiv und dessen Kontrast.

### Objektmessung
Bei der Objektmessung wird von der Kamera oder einem Belichtungsmesser aus zum Objekt/Motiv hin dessen Lichtabstrahlung (Remission) ermittelt. Hilfreich kann hier ein Spotmesser mit 1–5° Messwinkel sein: Damit lässt sich aus mehreren Messungen unterschiedlicher Motivhelligkeiten ein Mittelwert gewinnen (Multispotmessung). Dieses Verfahren ist primär von der Remission des Motivs und vom Motivkontrast abhängig. Letzterer muss zusätzlich analysiert und bewertet werden.

### Ersatzmessung
Eine Alternative zur fotografischen Lichtwertbestimmung ist die Messwertbestimmung an einer Graukarte, die nach Möglichkeit innerhalb der optischen Achse, parallel zur Filmebene, unmittelbar vor das Motiv gehalten wird. Diese Methode wird oft bei der künstlerischen Fotografie bzw. der Studiofotografie angewandt. Die mit Hilfe der Ersatzmessung anwendbare Methode einer gezielten Unter- bzw. Überbelichtung findet sich in anderer Form auch beim Zonensystem.

#### Neutralgrau und Graukarte
Als Einheit bei der Belichtungsmessung gilt der Lichtwert – gleichwertig mit einer Blendenstufe des Objektives, einer Zeitenstufe des Kameraverschlusses, oder einer Empfindlichkeitsstufe des Films (des Sensors, bei Digitalkameras).
Ein Belichtungsmesser gibt Auskunft über eine vorhandene Lichtmenge, die er über den Lichtwert und die eingestellte Film-(Sensor-)Empfindlichkeit zu einer Zeit-Blenden-Kombination in Beziehung setzt, welche nötig ist, um ein Motiv(teil) einem mittleren Grauwert entsprechend zu belichten.
Der mittlere Grauwert ist definiert als eine Fläche mit einer Lichtabstrahlung von 18 % – dem mittleren Remissionswert (oder auch „Zone V“), zwischen zeichnungslosem Weiß und tiefem Schwarz; bezogen auf einen wiedergebbaren Kontrastumfang von fünf Belichtungsstufen.
Als ein Hilfsmittel zur korrekten Belichtungsmessung dient die Graukarte, die ersatzweise angemessen werden kann, wenn das Motiv selbst überdurchschnittlich kontrastreich ist; also aus einer Vielzahl unterschiedlicher Grauflächen besteht. Sie ist als neutral-grau (ohne Farbstich) und einer exakten Remission von 18 % definiert, strahlt also 18 % des einfallenden Lichts zurück. Das Gleiche macht sinngemäß die Kalotte oder der Diffusor bei Handbelichtungsmessern, die als weiße Halbkugel (oder Jalousie) über die Messzellen der Geräte geschoben werden: Auch hier werden exakt 18 % des Lichtes messtechnisch erfasst. Womit eine sogenannte Lichtmessung – eine Direktmessung vom Motiv hin zur Lichtquelle – realisiert werden kann.

### Blitzbelichtungsmessung
Als Blitzbelichtungsmessung bezeichnet man die Messung von Blitzlicht in der Fotografie. Dabei wird die Lichtintensität des Blitzes gemessen. Die Blitzbelichtung wird extern mit einem speziellen Blitzbelichtungsmesser oder einem Belichtungsmesser mit Doppelfunktion gemessen. Kameraintern wird durch das Objektiv gemessen (TTL-Blitzmessung). Daneben gibt es noch die Messung über eine Fotozelle am Blitzgerät. Einige Geräte messen dazu auch den Anteil des Umgebungslichtes.

## Belichtungskorrektur
Bei der Objektmessung wird von der Kamera zum Objekt (Motiv) hin ein Belichtungswert ermittelt, der jener Einstellungen an der Kamera entspricht, die nötig wäre, um dieses Motiv in einer mittleren Helligkeit, einem mittleren Grauwert, auf den Film zu bannen. Bei Motiven, deren Remission davon abweicht, also sich vorwiegend Weiß (z. B. Schneelandschaften) oder Schwarz (z. B. Kohlenhalde) darstellt, entspricht der ermittelte Belichtungswert nicht der korrekten Einstellung. Nur bei einem durchschnittlich beleuchteten und kontrastierenden Motiv (z. B. eine Landschaft bei Sonne im Rücken) kann der Mittelwert aller hellen und dunklen Bereiche als weitgehend gültiger Maßstab zur Belichtungsmessung herangezogen werden. Ansonsten muss ein ermittelter Wert korrigiert werden.
Bei der Lichtmessung dagegen ist der ermittelte Wert geeignet, ein Motiv unabhängig vom Kontrast(umfang), also auch Weiß als Weiß und Schwarz als Schwarz, abzulichten. Hier ist nur Vorsicht geboten, wenn der Belichtungsumfang des Motivs größer ist als der des Films.
Die Belichtungskorrektur ist ein Begriff aus der Fototechnik und bezeichnet den Vorgang, bewusst von dem Belichtungswert abzuweichen, den der Belichtungsmesser des Fotoapparates anzeigt. Durch diese Abweichung oder „Korrektur“ wird das Bild heller oder dunkler, als die Belichtungsautomatik oder der Belichtungsmesser es vorgibt. Die Maßeinheit der Belichtungskorrektur ist der Exposure Value (Abkürzung: EV, deutsch: Lichtwert).

### Anwendungsbeispiele

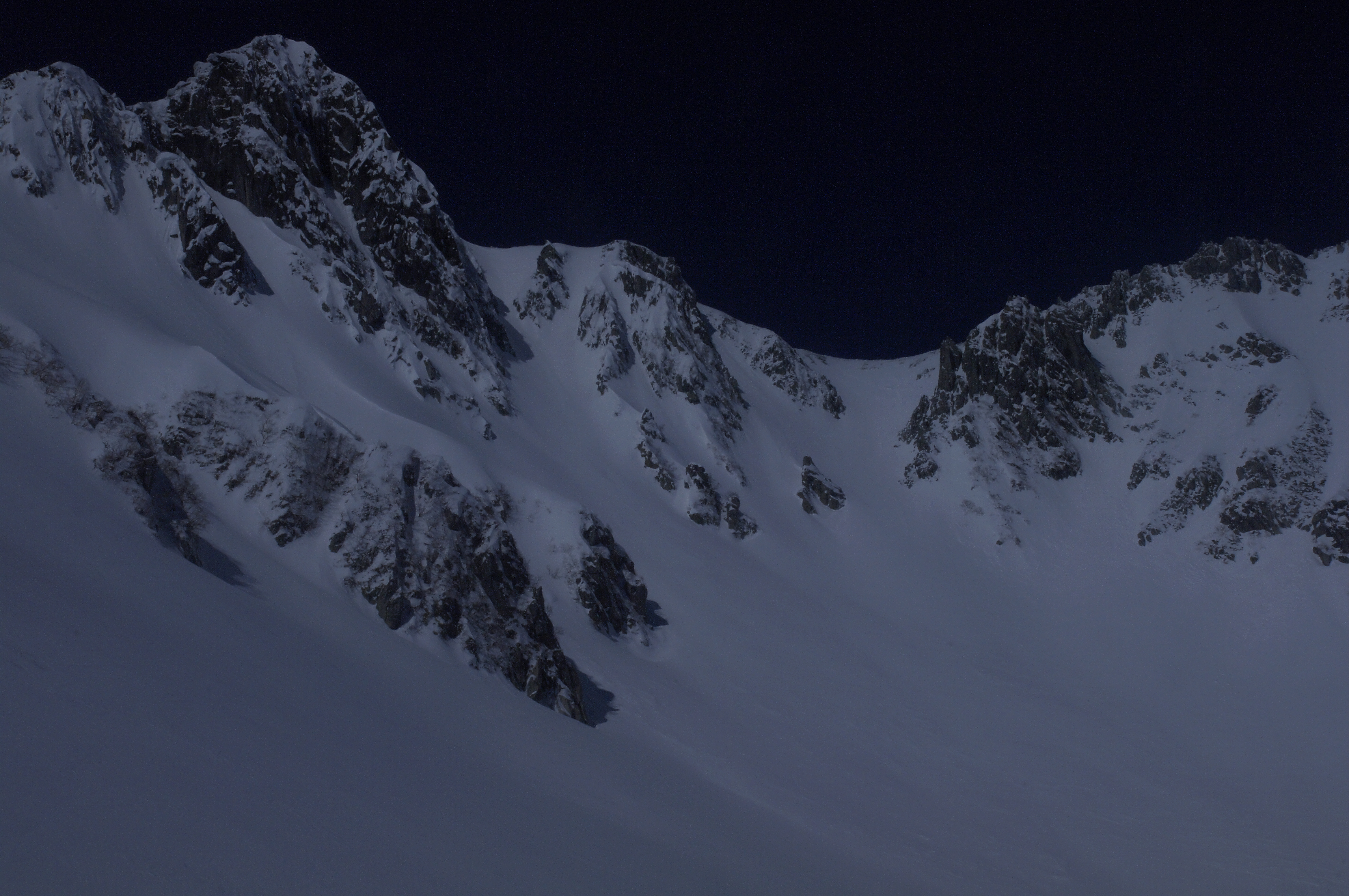
Ohne Belichtungskorrektur
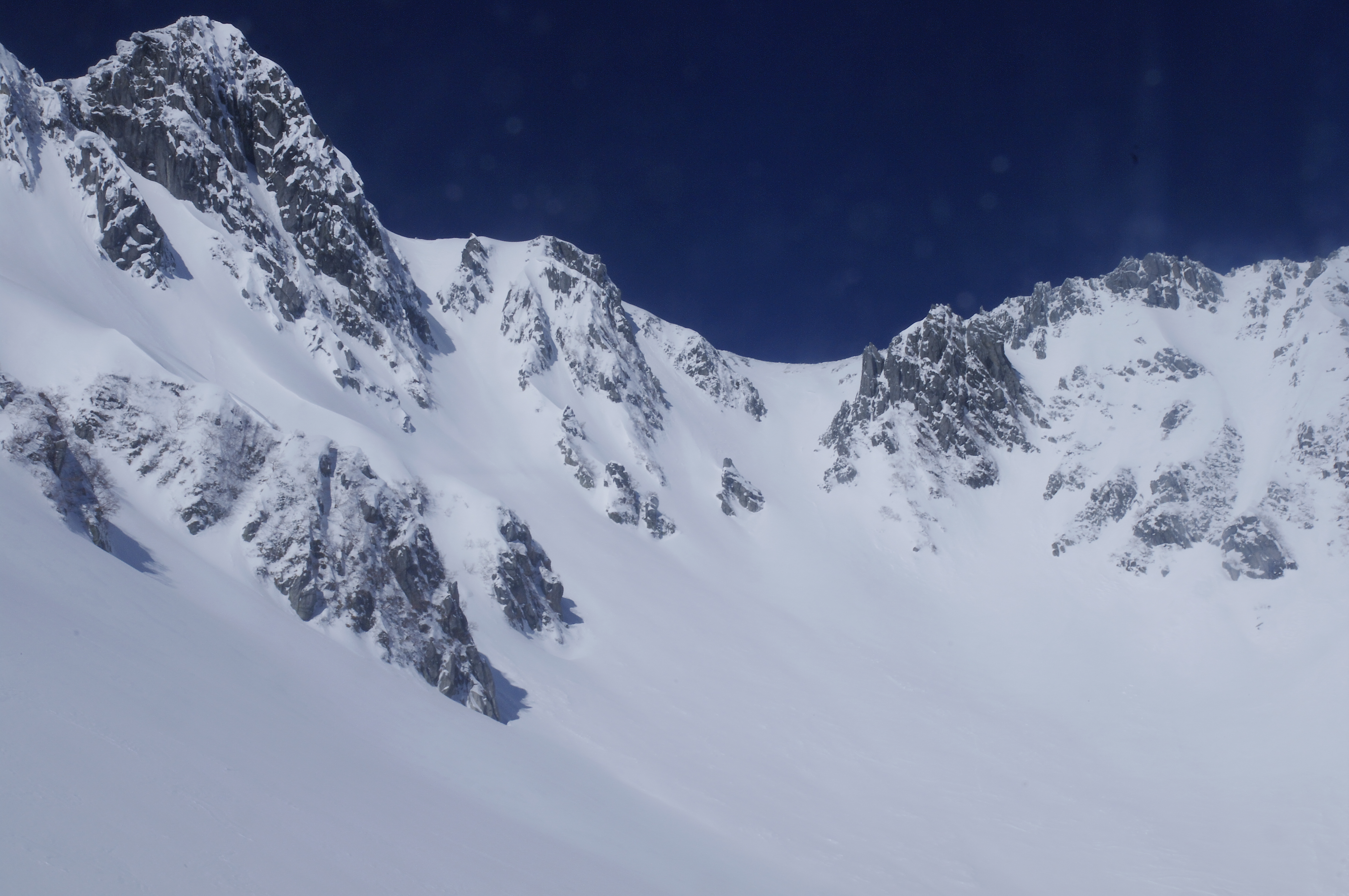
Mit +2EV Belichtungskorrektur

Eine Belichtungskorrektur ist immer dann angezeigt, wenn die Motivhelligkeit nicht der Normung der Belichtungsautomatik entspricht. Beispiel dafür sind:
- High-key-Motive: Ein helles Objekt steht vor einem hellen Hintergrund (Weißer Pudel im Schnee). Die Belichtungsautomatik würde die weißen Objekte im Bild grau wiedergeben. Eine Korrektur muss daher länger belichten als von der Automatik bestimmt (beispielsweise „+2“).
- Low-key-Motive: Dunkles Objekt vor dunklem Hintergrund (schwarzer Pudel im Kohlenhaufen). Die Belichtungsautomatik würde die schwarzen Objekte im Bild grau wiedergeben. Eine Korrektur muss daher kürzer belichten als von der Automatik bestimmt (zum Beispiel „-2“).
- Gegenlicht:  Licht aus einer Lichtquelle fällt direkt in die Kameraöffnung (Porträt mit Sonnenuntergang im Hintergrund). Dieses Licht „überstrahlt“ das Objekt, das zwischen Kamera und Lichtquelle steht. Die Belichtungsautomatik würde in diesem Fall das Objekt zu dunkel wiedergeben. Eine Korrektur muss daher länger belichten als von der Automatik bestimmt (beispielsweise „+2“)

Eine Belichtungskorrektur kann ebenfalls sinnvoll sein, wenn der gesamte Film abweichend von den Herstellerangaben belichtet werden soll. Beispiel dafür sind:
- Eine bestimmte vom Fotografen für seine Zwecke erprobte Emulsion weicht vom aufgedruckten ISO-Wert ab.
- Die Farbwiedergabe eines Farbfilms oder Diafilms soll verstärkt werden. Hier erfolgt entweder eine Belichtungskorrektur in den negativen Bereich (zum Beispiel „-0,5“) oder die Filmempfindlichkeit wird hoch gestellt (beispielsweise ISO 125 anstelle von ISO 100).

### Einstellen der Belichtungskorrektur
Hier gibt es mehrere Möglichkeiten:
- Belichtungskorrekturfunktion der Kamera: Meist ein kleiner Schalter am Einstellrad oder eine Funktion im Kameramenü. Eingestellt wird die Änderung des Lichtwerts (Exposure Values, EV) der Aufnahme, die bei gleichbleibender Belichtungszeit einer Änderung des Blendenwerts entspricht, zum Beispiel „-2...-1...0...+1...+2“. Falls die Blende nicht mehr vergrößert oder verkleinert werden kann, wird die Belichtungszeit entsprechend verlängert oder verkürzt.
- Verstellen der Filmempfindlichkeit
- Manuelle Einstellung von Zeit und Blende

## Ausstattung von Kameras
Moderne Kameras verfügen häufig über mehrere Varianten der Objektmessung, zwischen denen der Fotograf je nach Situation oder Vorlieben wählen kann.
Die flexibelste Belichtungsmessung ist die Spotmessung, insbesondere wenn sie einen möglichst kleinen Bildwinkel ausmisst. Mit einem integrierten Spotbelichtungsmesser kann näherungsweise der Kontrastumfang des Motivs bestimmt werden. Ein höheres Maß an Kontrolle erhält der Fotograf nur mit einem externen Spotbelichtungsmesser. Bei Schnappschüssen kann die Spotmessung zu unbefriedigenden Ergebnissen führen, wenn zufällig ein besonders heller oder ein besonders dunkler Teil des Motivs angemessen wird.
Die modernste Variante ist die Mehrfeldmessung bzw. Matrixmessung, die mehrere Felder im Bildausschnitt misst und nach einem Satz komplexer Algorithmen gewichtet, die sich teilweise an das Zonensystem Ansel Adams anlehnen. Die Ergebnisse fallen meist gut aus, können aber auch gelegentlich zu völlig unerwarteten Belichtungseinstellungen führen. Da das Verhalten des Messsystems vom Fotografen nur schwer vorhersehbar ist, ist es empfehlenswert, bei schwierigen Beleuchtungssituationen auf die Spotmessung zurückzugreifen. Manche Matrixmesssysteme sind konfigurierbar, so dass beispielsweise überbelichtete Spitzlichter in jedem Fall vermieden werden oder in Aufnahmemodi wie Portraitprogrammen nur das „erkannte“ Gesicht berücksichtigt wird.
Eine weit verbreitete Variante ist die Integralmessung, die meist mittenbetont arbeitet. Sie liefert bei durchschnittlichen Aufnahmesituationen gute Belichtungsergebnisse. Bei komplizierten Lichtsituationen wie Gegenlicht ergeben sich häufig schlechte Ergebnisse, die jedoch meist einfach abschätzbar sind und die der Fotograf durch eine manuelle Belichtungskorrektur nach Erfahrungswerten kompensieren kann. Integral messen auch viele ältere Sucherkameras mit eingebautem Belichtungsmesser.
Viele ältere Kameras und Fachkameras verfügen über keine integrierte Belichtungsmessung; hier ist der Fotograf auf einen externen Belichtungsmesser, Erfahrungswerte oder Schätzungen angewiesen. Bei den Schätzungen können Symbole, Belichtungstabellen oder Belichtungsscheiben helfen.
Nur zur Hasselblad-V-Serie gibt es Wechselsucher mit integrierter Lichtmesskalotte. Allerdings gibt es für einige Kamerasysteme Messkalotten, die anstelle eines Objektivs angesetzt werden können und so eine echte Lichtmessung ermöglichen. Wegen der umständlichen Handhabung und die gegenüber einem separaten Handbelichtungsmesser eingeschränkten Möglichkeiten sind solche Systeme wenig verbreitet.